# اوورتور ۱۸۱۲

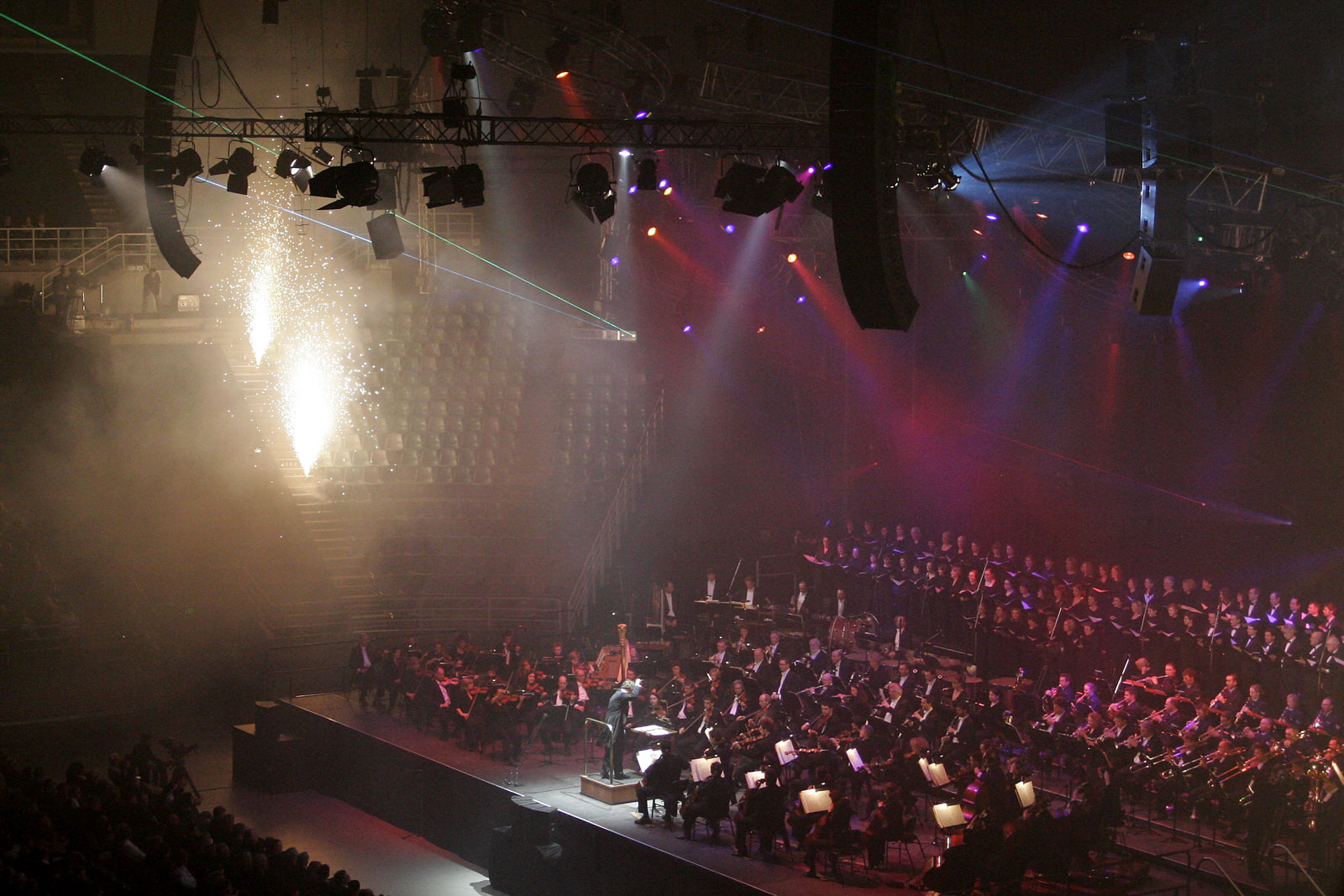
اجرای اوورتور ۱۸۱۲ چایکوفسکی همراه با آتش‌بازی نمادین و دیدنی توپخانه در سالن، اجرای سال ۲۰۰۵ ملبورن استرالیا

اوورتور ۱۸۱۲ (انگلیسی: 1812 Overture) در گام می بمل ماژور، اپوس ۴۹، یک اوورتور کنسرتو از آهنگساز و مصنف برجسته روسی، پیوتر ایلیچ چایکوفسکی است که به مناسبت یادمان دفاع در برابر حمله فرانسه به روسیه توسط ناپلئون بناپارت و ارتش بزرگ به سال ۱۸۱۲ تصنیف گردید. نخستین اجرای این اوورتور در مسکو و به تارخ ۲۰ اوت ۱۸۸۲ می‌باشد.